# تونينيو كوينتينو
تونينيو كوينتينو (بالبرتغالية: Antônio Fernandes Quintino‏) هو لاعب كرة قدم برازيلي في مركز الهجوم، ولد في 27 فبراير 1952 في فلوريانوبوليس في البرازيل. لعب مع نادي أفاي لكرة القدم ونادي أونيفرسيداد كاتوليكا ونادي بالميراس ونادي بونتي بريتا ونادي فيروفياريا ونادي فيغورينسي ونادي كروزيرو ونادي كورينثيانز.